# Distrito electoral de Compton (condado de Wabash, Illinois)
Compton (en inglés: Compton Precinct) es un distrito electoral ubicado en el condado de Wabash en el estado estadounidense de Illinois. En el Censo de 2010 tenía una población de 174 habitantes y una densidad poblacional de 2,66 personas por km².

## Geografía
Según la Oficina del Censo de los Estados Unidos, tiene una superficie total de 65.4 km², de la cual 62.58 km² corresponden a tierra firme y (4.32%) 2.82 km² es agua.

## Demografía
Según el censo de 2010, había 174 personas residiendo en Compton. La densidad de población era de 2,66 hab./km². De los 174 habitantes, Compton estaba compuesto por el 97.13% blancos, el 0% eran afroamericanos, el 0% eran amerindios, el 0% eran asiáticos, el 0% eran isleños del Pacífico, el 1.72% eran de otras razas y el 1.15% pertenecían a dos o más razas. Del total de la población el 2.3% eran hispanos o latinos de cualquier raza.